# Liga LEB Oro 2019-2020
La Liga LEB Oro 2019-2020 è stata la 64ª edizione della seconda divisione spagnola di pallacanestro maschile. La 13ª edizione con il nome LEB Oro.

## Squadre partecipanti
| Squadra                            | Città                 | Regione             |
| ---------------------------------- | --------------------- | ------------------- |
| Club Melilla Baloncesto            | Melilla               | Melilla             |
| Delteco Gipuzkoa Basket            | San Sebastián         | Paesi Baschi        |
| Leche Río Breogán                  | Lugo                  | Galizia             |
| Chocolates Trapa Palencia          | Palencia              | Castiglia e León    |
| Levitec Huesca                     | Huesca                | Aragona             |
| ICG Força Lleida                   | Lleida                | Catalogna           |
| Club Ourense Baloncesto            | Ourense               | Galizia             |
| Leyma Básquet Coruña               | La Coruña             | Galizia             |
| Liberbank Oviedo Baloncesto        | Oviedo                | Asturie             |
| B the travel brand Mallorca Palma  | Palma di Maiorca      | Baleari             |
| Cáceres Patrimonio de la Humanidad | Cáceres               | Estremadura         |
| TAU Castelló                       | Castellón de la Plana | Comunità Valenciana |
| Carramimbre CBC Valladolid         | Valladolid            | Castiglia e León    |
| Covirán Granada                    | Granada               | Andalusia           |
| Real Canoe                         | Madrid                | Madrid              |
| HLA Alicante                       | Alicante              | Comunità Valenciana |
| Afanion Almansa                    | Almansa               | Castiglia-La Mancia |
| Marín Ence PeixeGalego             | Marín                 | Galizia             |

## Riassunto della stagione
A causa della pandemia di COVID-19 del 2020 in Spagna, il 12 marzo la Federazione cestistica della Spagna ha inizialmente sospeso il campionato. Successivamente sono state annullate le retrocessioni e alla fine il 25 maggio si è deciso di annullare anche i play-off promozione, permettendo così alle prime due classificate di accedere direttamente alla stagione successiva della Liga ACB.

## Classifica finale
| #  | Teams                                           | P  | V  | P  | PF   | PS   | Pt | Qualificate |
| -- | ----------------------------------------------- | -- | -- | -- | ---- | ---- | -- | ----------- |
| 1  | Carramimbre CBC Valladolid                      | 24 | 18 | 6  | 1917 | 1802 | 42 | Promozione  |
| 2  | Delteco Gipuzkoa Basket                         | 24 | 18 | 6  | 1821 | 1659 | 42 | Promozione  |
| 3  | Leyma Básquet Coruña                            | 24 | 16 | 8  | 1782 | 1783 | 40 |             |
| 4  | HLA Alicante                                    | 24 | 16 | 8  | 1931 | 1786 | 40 |             |
| 5  | Quesos Cerrato Palencia                         | 24 | 15 | 9  | 1980 | 1870 | 39 |             |
| 6  | Club Melilla Baloncesto                         | 24 | 15 | 9  | 1827 | 1710 | 39 |             |
| 7  | Iberostar PalmB the travel brand Mallorca Palma | 24 | 15 | 9  | 1839 | 1732 | 39 |             |
| 8  | Leche Río Breogán                               | 24 | 15 | 9  | 1950 | 1813 | 39 |             |
| 9  | Cáceres Patrimonio de la Humanidad              | 24 | 14 | 10 | 1837 | 1849 | 38 |             |
| 10 | Club Ourense Baloncesto                         | 24 | 10 | 14 | 1710 | 1794 | 34 |             |
| 11 | TAU Castelló                                    | 24 | 10 | 14 | 1901 | 1961 | 34 |             |
| 12 | Afanion Almansa                                 | 24 | 10 | 14 | 1838 | 1951 | 34 |             |
| 13 | Covirán Granada                                 | 24 | 9  | 15 | 1734 | 1753 | 33 |             |
| 14 | Levitec Huesca                                  | 24 | 9  | 15 | 1760 | 1853 | 33 |             |
| 15 | ICG Força Lleida                                | 24 | 9  | 15 | 1749 | 1856 | 33 |             |
| 16 | Liberbank Baloncesto Oviedo                     | 24 | 8  | 16 | 1682 | 1818 | 32 |             |
| 17 | Real Canoe                                      | 24 | 5  | 19 | 1844 | 1942 | 29 |             |
| 18 | Marín Ence PeixeGalego                          | 24 | 4  | 20 | 1610 | 1880 | 28 |             |

## Copa Princesa de Asturias
Alla fine del girone di andata, le prime due squadre classificate si sfidano per la Copa Princesa de Asturias in casa della vincitrice del girone di andata. Il vincitore della coppa giocherà gli eventuali play-off con il miglior posizionamento se terminerà la stagione tra la seconda e la quinta posizione. La Coppa è stata disputata il 4 febbraio. 

### Squadre qualificate
| # | Squadre                    | G  | V  | P | PF   | PS   | Pt |
| - | -------------------------- | -- | -- | - | ---- | ---- | -- |
| 1 | Carramimbre CBC Valladolid | 17 | 14 | 3 | 1249 | 1258 | 31 |
| 2 | Delteco Gipuzkoa Basket    | 17 | 13 | 4 | 1279 | 1156 | 30 |

### Partita
| Arbitri: | López Herrada Albacete Chamón Fernández Carretero |

| |            |                                                                                          |
| Bartley 20 | Punti      | 17 Dee                                                                                   |
| Federico, Leimanis 2 | Assist     | 2 Úriz                                                                                   |
| Aboubacar 8 | Rimbalzi   | 9 Rozītis                                                                                |
| 4 Leimanis• 10 Federico• 18 Aboubacar• 22 de la Fuente• 24 Bartley 0 Adekoya• 1 Mackenzie• 3 Torres• 13 Expósito• 33 Granado | Formazioni | 1 Dee• 5 Murphy• 7 Oroz• 15 Rozītis• 43 Sollazzo 8 Jawara• 9 Motos• 11 Úriz• 14 Olaizola |
| Hugo López | Allenatori | Marcelo Nicola                                                                           |

## Verdetti
- Promozioni in Liga ACB: Carramimbre CBC Valladolid e Delteco Gipuzkoa Basket
- Retrocessioni in LEB Plata: nessuna